# Sipnet
SIPNET — первая российская сеть IP-телефонии, ныне зарегистрирована в Чехии (SIPNET eu s.r.o.) T. G. Masaryka, 859/18, 360 01 Karlovy Vary, Czech Republic. Разработчик сети — компания «Тарио Комьюникейшнс» (входит в группу TARIO). Начало коммерческой эксплуатации — ноябрь 2005 года.
Сеть SIPNET построена на базе кластерной платформы CommuniGate Pro , передача голосовых пакетов организована по протоколу SIP и H.323 .

## Отличительные особенности сети SIPNET
- Биржевая система тарификации соединений с персональной настройкой маршрутов звонков по цене и показателям качества узлов приземления. Настройки биржевой системы тарификации периодически (примерно 1 раз в неделю) необходимо возобновлять (они стираются в результате сбоев сервера) в разделе «Мои направления». Это несложная манипуляция: система самостоятельно распознаёт вводимые коды городов и для восстановления настроек «Мои направления» по городам России у вас уйдет не более 40-50 минут в неделю.
- Использование в качестве оконечного устройства совместимого SIP-оборудования.
- Заказ звонка (Callback (телефония)) через веб-сайт [3], SMS[4], либо приложения для мобильных телефонов (NetCall)[5]  Или Advanced VoIP settings NOKIA---важно чтобы ваш аппарат поддерживал это приложения.
- Нетарифицируемые соединения внутри сети и с абонентами других VoIP—сетей, работающих по протоколу SIP.
- Переадресация звонков с внутрисетевых номеров (SIP ID) на любой телефонный номер.
- Создание и управление дочерними аккаунтами.
- Заказ персонального городского номера в международном коде (московский номер в коде +7499 или санкт-петербургский номер в коде +7812).
- Около 28 способов оплаты услуг.[6]
- Техническая поддержка в режиме онлайн, поддержка по телефону только в рабочее время.